# Nonna z Nazjanzu
Nonna, matka Grzegorza z Nazjanzu, cs. Prawiednaja Nonna (ur. ok. 280, zm. 374) – święta Kościoła katolickiego i prawosławnego.
Nonna, córka  Filantosa, pochodziła z Kapadocji i była chrześcijanką. Poślubiła poganina, z sekty judeo-pogańskiej, Grzegorza, który pod wpływem Nonny nawrócił się i został biskupem Nazjanzu. Małżonkowie mieli troje dzieci (w kolejności narodzin):
- Gorgonię
- Grzegorza, zwanego później Teologiem
- Cezarego

Cała rodzina została otoczona kultem świętych.
Wspomnienie liturgiczne św. Nonny  obchodzone jest w Kościele katolickim 5 sierpnia.
Cerkiew prawosławna wspomina sprawiedliwą Nonnę 5/18 sierpnia, tj. 18 sierpnia według kalendarza gregoriańskiego.